# Veldslag der vrouwen
Veldslag der vrouwen (Amerikaanse titel: Mutiny in space) is een roman van de Amerikaanse schrijver Avram Davidson. Het boek valt in te delen in de categorie sciencefiction. De inhoud van het boek sluit nauwelijks aan bij de Nederlandstalige titel. 
De ontstaansgeschiedenis van het boek is onduidelijk. Er is een novelle van Davidson bekend met de titel Valentine’s planet. Die novelle verscheen in Worlds of Tomorrow. Om iets uit te kunnen geven binnen het genre SF moest het verhaal kort en krachtig zijn. De vraag is echter nog steeds of Davidson eerst de roman schreef om het in te dikken tot novelle of andersom. Avram vermeldde in de eerste druk ook nog zijn toenmalige vrouw Grania als co-auteur. Toen de roman werd uitgegeven waren zij al gescheiden, dus de Nederlandstalige versie heeft die vermelding niet (meer). De ontvangst (en zeker van de heruitgaven) was/is weinig positief. Davidson zat krap bij kas ten tijde van het schrijven, menigeen vond het een financieel opvullertje. 

## Synopsis
Er is niet aangegeven wanneer het verhaal zich afspeelt. Het ruimteschip Persephone bevindt zich in de nabijheid van planeet Valentijn, als er aan boord muiterij uitbreekt ('Mutiny in space'). Kapitein Rond wordt gedwongen met een aantal van zijn bemanningsleden af te dalen naar die planeet. Zij worden opgewacht door een leger min of meer georganiseerde vrouwen(bendes). Deze ongeorganiseerdheid is de reden dat de bemanning van het ruimteschip na enige strijd het heft in handen krijgt. Aan boord van het ruimteschip slaat zonder de kapitein de lamlendigheid toe en de Persephone wordt ook gedwongen te landen op Valentijn en het hele verhaal begint opnieuw.   